# Carlo Portelli

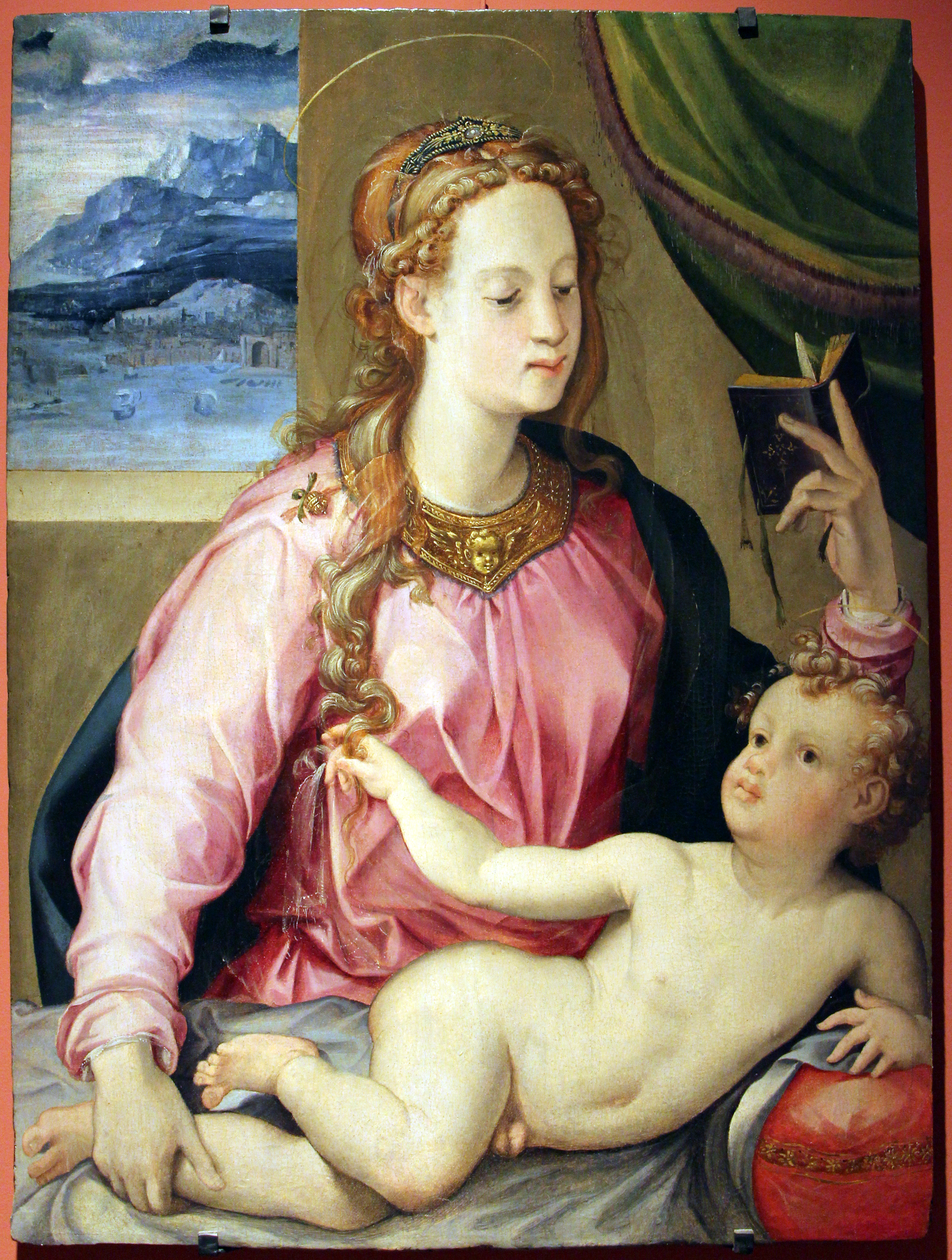
Madonna col Bambino, Museo civico di Prato

Carlo Portelli (Loro Ciuffenna, anni 1510 – Firenze, 15 ottobre 1574) è stato un pittore italiano.

## Biografia

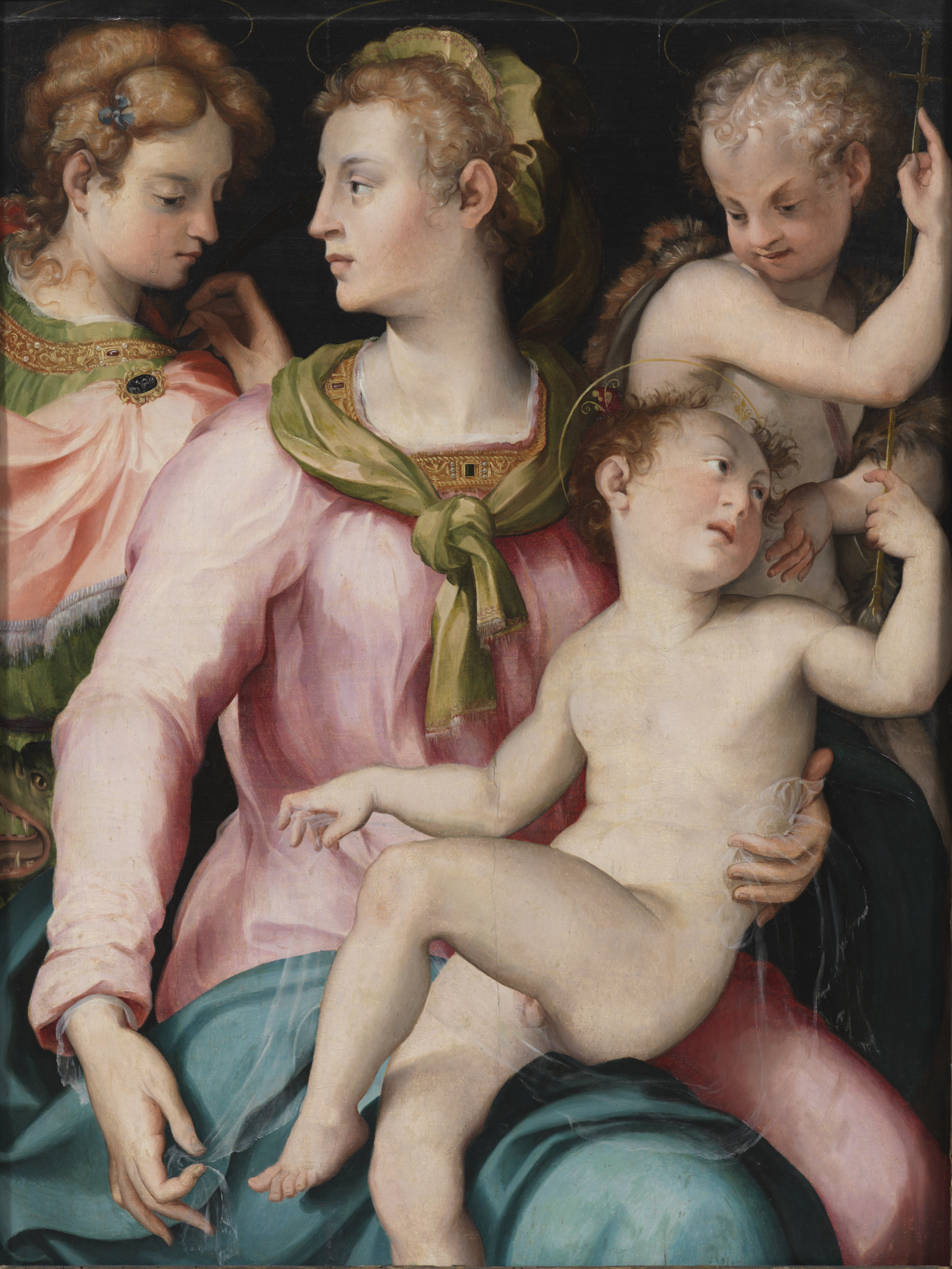
Madonna col Bambino tra i santi Margherita e Giovannino di Princeton

### Origini e formazione
Non se ne conosce la data di nascita, ma è da collocarsi verosimilmente agli inizi del Cinquecento, probabilmente negli anni dieci. Fu spesso chiamato "Carlo da Loro", per cui potrebbe essere nato a Loro Ciuffenna, nell'Aretino, ma può anche intendersi come semplice luogo di origine della famiglia, che in effetti è documentata in quel luogo per tutto il secolo. Si conosce il nome del padre, Galeotto di Piero Portelli, e quello del fratello Piero, che fu notaio. Al 1533 risale la prima notizia documentaria, quando Carlo e Piero vivevano insieme a Firenze, nei pressi di Porta Romana, e gestivano i possedimenti ereditati dal padre, dei quali però Carlo si disfece presto (a differenza del fratello, che li mantenne e incrementò). 
Le notizie sulla formazione artistica di Carlo risalgono a Vasari, che lo indicò come allievo di Ridolfo del Ghirlandaio. Nel 1535 la sua formazione era conclusa, quando si immatricolò alla Compagnia di San Luca, e nel 1545 all'Arte dei Medici e Speziali, ovvero le due principali corporazioni per esercitare il mestiere di pittore indipendente prima della fondazione dell'Accademia delle arti del disegno. 
Tenne bottega prima nell'attuale via Ricasoli, subentrando proprio a Ridolfo del Ghirlandaio che nel 1548 si era trasferito in piazza delle Cipolle, e vi rimase fino al 1570, quando si ritirò e fu rilevata dal suo allievo Maso da San Friano. Alcuni dati d'archivio lo vedono poi abitare in età matura presso la chiesa di Ognissanti, con la moglie Lucia e il figlio Alessandro, che seguì le sue orme.

### Primi lavori

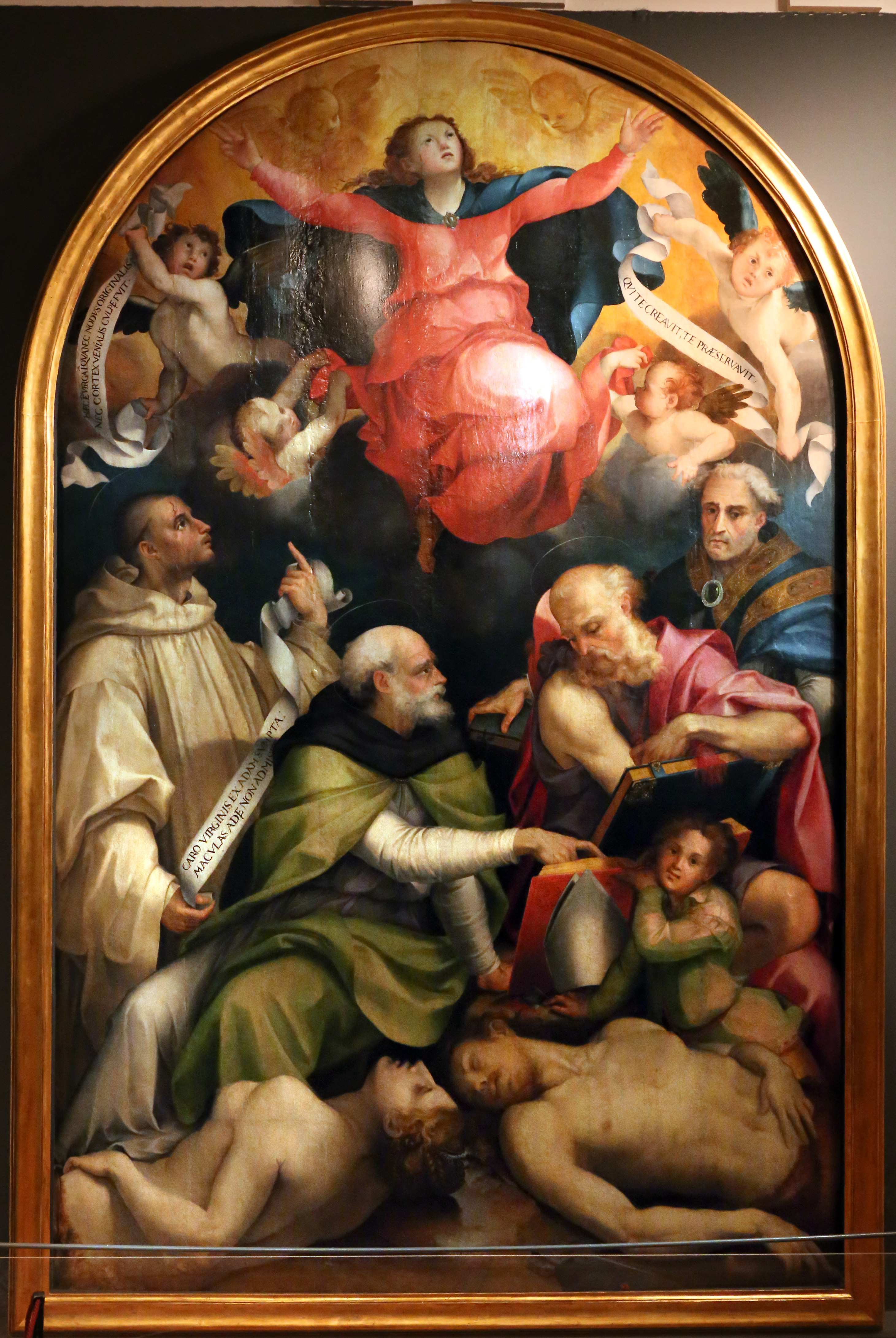
Immacolata Concezione, Santa Croce

Nel 1539 fu tra gli artisti che parteciparono agli allestimenti temporanei per le nozze di Cosimo I de' Medici ed Eleonora di Toledo, traducendo su tela un disegno celebrativo del duca di Francesco Salviati, appena partito per Venezia. Proprio il Salviati, coi primi artisti eccentrici come Andrea del Sarto e Rosso Fiorentino, fornirono l'esempio determinante per l'arte di Carlo, piuttosto che il posato classicismo di Ridolfo del Ghirlandaio. 
Altre opere degli anni trenta e quaranta, in cui si colgono spunti ispirati al Salviati, sono la Carità del Prado e quella già in collezione Howorth a Londra, mentre mostra una composizione più posata il Crocifisso tra dolenti e donatori al Museo del Cenacolo di Andrea del Sarto (dalla chiesa di San Michele delle Trombe). Copiò in quegli anni anche alcune Madonne di Andrea del Sarto.
La prima opera sicuramente databile è la Trinità coi santi Nicola da Tolentino, Pietro martire, Verdiana e Caterina d’Alessandria per l'altare de' Rossi in Santa Felicita, del 1543, a cui sono accostabili la Madonna col Bambino tra i santi Lorenzo e Cecilia della chiesa di Santa Cecilia a Decimo e la Madonna col Bambino tra i santi Margherita e Giovannino del Princeton University Art Museum. In questi lavori si nota un'ascendeza del Rosso Fiorentino, che andrà crescendo nelle successive opere.

### Maturità

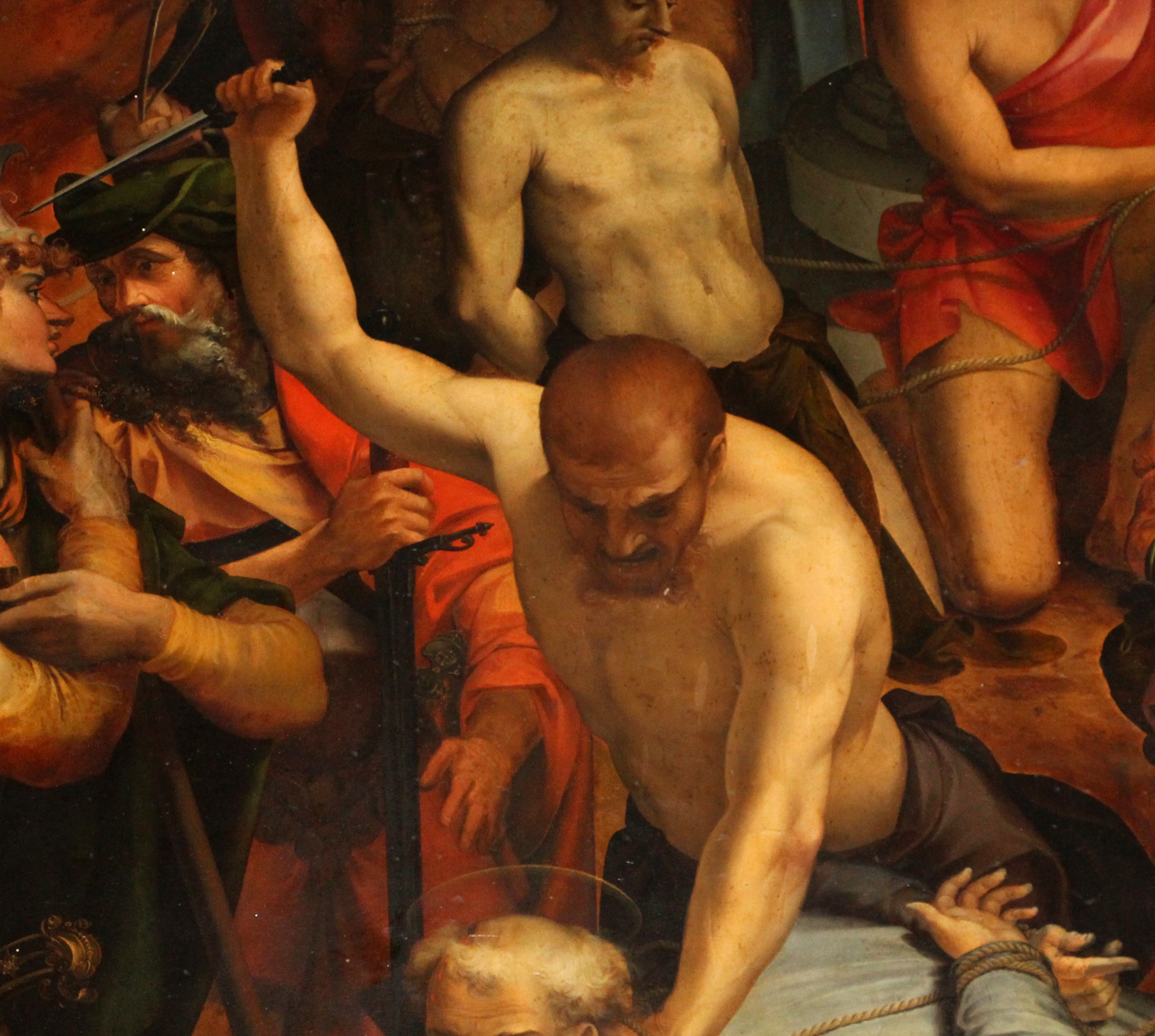
Martirio di san Romolo, dettaglio

Nel 1555 firmò e datò alcune opere in cui si notano figure fluide, pose ardite, e una colorazione accentuata, quali l'Annunciazione per Santa Maria Assunta a Loro Ciuffenna e soprattutto l'Immacolata Concezione e l'Adorazione dei pastori per l'altare Nobili in chiesa di Santa Maria a Monticelli di Firenze (oggi rispettivamente nel museo di museo di Santa Croce e nella chiesa di San Michele in San Salvi). 
Accostabile a queste opere è la tavola col Padreterno, Cristo, la Vergine e i santi Donato e Bernardo di Chiaravalle già in San Donato in Polverosa e poi distrutta o dispersa durante la seconda guerra mondiale dalla vecchia propositura di Porto Santo Stefano, dove era arrivata nel 1828. 
Straordinaria per dimensioni, complessità ed esiti è la tavola col Martirio di san Romolo di Fiesole, firmata e datata 1557 e collocata nella cappella Rutini di Santa Maria Maddalena de' Pazzi, dove ancora si trova (un disegno preparatorio al GDSU, n. 6348F). Seguirono la Pietà per la Misericordia di Loro Ciuffenna (oggi nella chiesa di Santa Maria Assunta) e l'Effusio sanguinis di San Giorgio alla Costa (disegno preparatorio all'Art Institute di Chicago, già attribuito proprio al Rosso).
Nel 1565 fu coinvolto nella realizzazione degli apparati per le nozze di Francesco I de' Medici con Maria Maddalena d'Austria, e l'anno successivo datò un'altra enorme pala, l'Immacolata Concezione per l'altare di Orlando Tapía in Ognissanti, uno spagnolo della corte di Eleonora di Toledo, opera oggi all'Accademia. La composizione, complicata e sovrabbondante di personaggi, contiene sibille e profeti con citazioni in greco, latino ed ebraico elaborate sicuramente da qualche teologo gravitante presso la corte medicea, che misero alla prova l'artista (radiografie hanno mostrato come le scritte di David e di Salomone vennero rifatte poiché scambiate) ma dovettero anche affascinarlo, come dimostra la cura nel replicare la grafia e la firma in greco (πορτελλι) con cui siglò il disegno preparatorio, oggi al GDSU (inv. 7267F). Tuttavia la pala ebbe una storia travagliata per la spregiudicata nudità della figura di Eva, che venne aspramente criticata, poi "vestita" e infine rimossa dall'altare nel 1671.

### Fase tarda

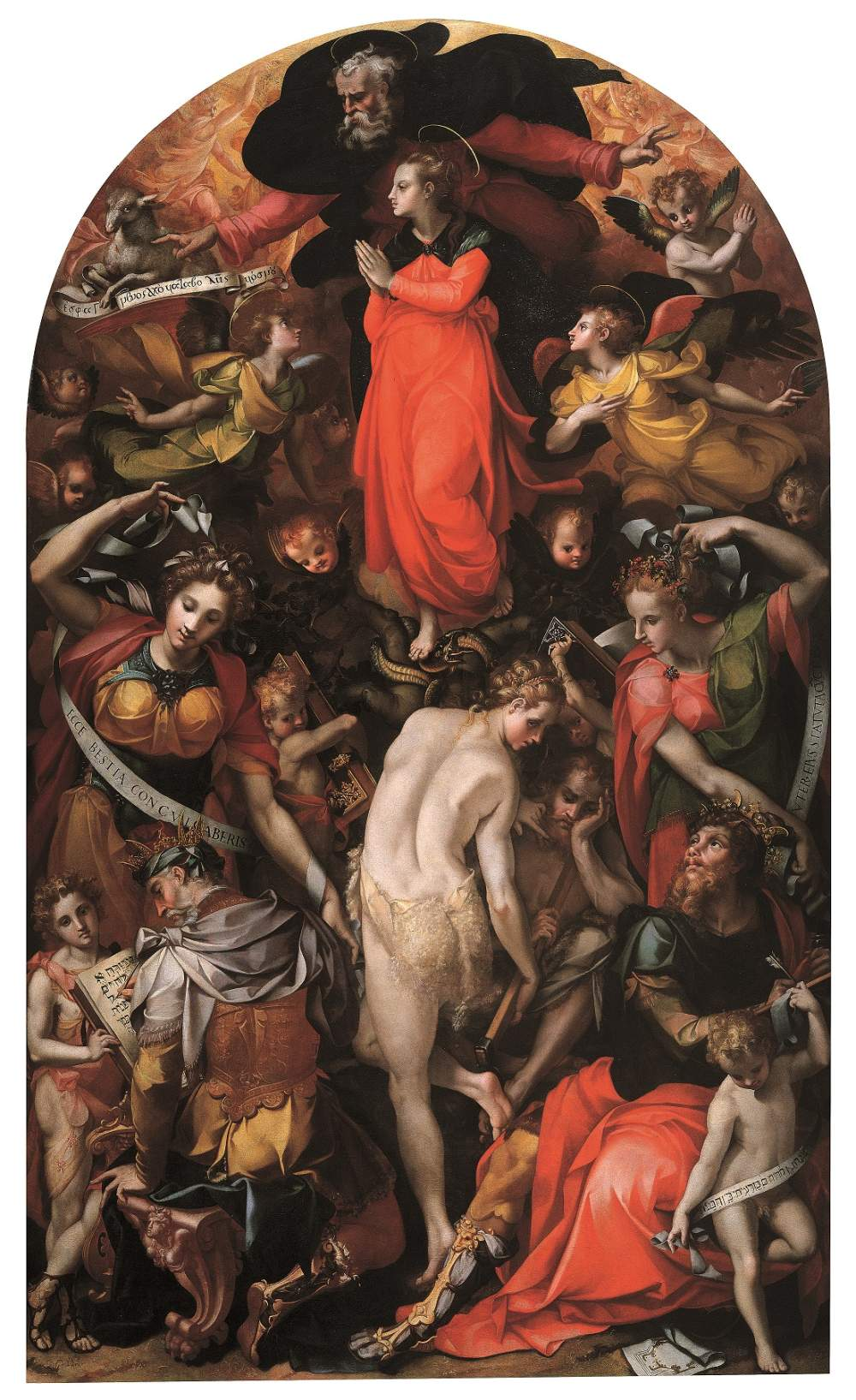
Immacolata Concezione dell'Accademia

Forse le critiche, forse l'avanzare dell'età e la mutata scena delle committenza dopo il Concilio di Trento, portarono l'artista a riconsiderare certe spregiudicatezze nei suoi lavori successivi, segnando quella che per il gusto della critica odierna è un'involuzione qualitativa. 
Ad esempio la pala di  Eraclio che riporta la croce a Gerusalemme della pieve di Santa Maria a Olmi di Borgo San Lorenzo (1569, forse per la famiglia fiorentina dei Parenti) mostra ancora una complessa iconografia, non del tutto chiarita, ma una tavolozza più spenta e cupa. Analoghe considerazioni sono riportate dal Borghini a proposito del suo ovale con la Famiglia di Dario davanti ad Alessandro per lo studiolo di Francesco I in palazzo Vecchio (1570-1571), andato perduto dopo che venne fatto rifare a Jacopo Coppi. Resta comunque in quel complesso l'ovale con Nettuno e Anfitrite. 
Ancora più scura appare l'ultima opera nota dell'artista, il Cristo predicante tra i santi Giovanni Battista ed Evangelista (1571) per la Compagnia di San Giovanni Evangelista nella pieve di San Lorenzo a Colle di Buggiano, dall'inconsueta iconografia elaborata da un predicatore domenicano per un «cavaliere» fiorentino non specificato. Recatosi appositamente in loco per sistemare la tavola nella cornice, il Portelli acquistò un certo prestigio nella zona, lasciando il figlio a decorare la Compagnia di San Sebastiano a Montecatini Alto.
Al Portelli sono riferiti anche numerosi ritratti, nessuno dei quali è firmato o indiscutibilmente documentato. Appare però assai probabile l'autografia almeno per il Ritratto di Giovanni dalle Bande Nere nel Minneapolis Institute of Arts (1555 circa), quello di Giovane uomo nel Museo Jacquemart-André di Chaalis, il Ritratto d’uomo nella Gemäldegalerie di Wiesbaden, e la Dama con abito verde nel Rijksmuseum di Amsterdam (1543 circa).
Fu sepolto in San Pancrazio a Firenze.